# Софія Ядвіга Саксен-Мерзебурзька
Софія Ядвіга Саксен-Мерзебурзька (нім. Sophie Hedwig von Sachsen-Merseburg, 4 серпня 1660 — 2 серпня 1686) — принцеса Саксен-Мерзебурзька з династії Веттінів, донька герцога Саксен-Мерзебургу Крістіана I та принцеси Шлезвіг-Гольштейн-Зондербург-Глюксбурзької Крістіани, перша дружина герцога Саксен-Заальфельду Йоганна Ернста.

## Біографія
Народилась 4 серпня 1660 року у Мерзебурзі. Була шостою дитиною та другою донькою в родині герцога Саксен-Мерзебургу Крістіана I та його дружини Крістіани Шлезвіг-Гольштейн-Зондербург-Глюксбурзької. Мала старшу сестру Магдалену Софію та братів Крістіана, Августа та Філіпа. Ще один брат помер в ранньому віці до її народження. Згодом сімейство поповнилося двома молодшими дітьми, з яких вижили Генріх і Сибілла Марія.
У 19 років була видана заміж за 21-річного герцога Саксен-Гота-Альтенбурзького Йоганна Ернста. Весілля відбулося 18 лютого 1680 у Мерзебурзі. У подружжя народилося п'ятеро дітей, з яких живими троє.
Наречений правив країною разом із шістьома братами. Втім, їхня спроба мати спільний двір і сумісне керування виявилася невдалою, і навесні 1680 року герцогство було поділене на кілька частин. Йоганн Ернст отримав території з містом Заальфельд, а також щорічну пенсію. 
Софія Ядвіга померла у пологах 2 серпня 1686 року в Заальфельді. Була похована в місцевій Йоханнескірхе.

## Родина
Чоловік — Йоганн Ернст
Діти

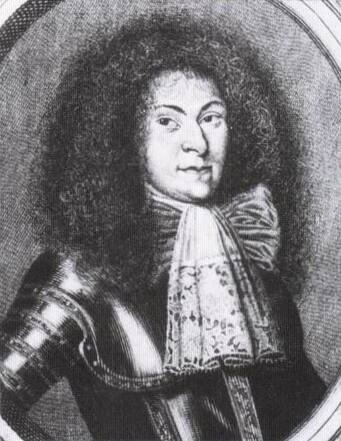
Йоганн Ернст, гравюра

- Крістіана Софія (1681—1697) — одружена не була, дітей не мала;
- Крістіан Ернст (1683—1745) — герцог Саксен-Кобург-Заальфельду у 1729—1745 роках, був одружений з Крістіаной Фредерікой фон Косс, дітей не мав;
- Шарлотта Вільгельміна (1686—1767) — дружина графа Ганау-Мюнценбергу Філіпа Рейнхарда, дітей не мала.